# Коми му
«Коми му» (с коми — «Земля коми») — республиканская общественно-политическая газета на коми языке, издающаяся в Республике Коми. Газета освещает общественно-политические, культурные события, происходящие в республике, про связи с коми диаспорами в других регионах, а также публикует материалы по истории и культуре народа коми, о экологических проблемах Севера.
Газета выходит 1 раз в неделю. В 1978 году тираж достигал 12 тысяч экземпляров, в 1997 году — около 5000 ,  2700 (2010), 7000 (2013), 2800 (2021 году).
Газета основана в июле 1910 года, по другим данным с 1918 года. Выходила под названиями «Зырянская жизнь», «Удж», «Комисикт», «Вӧрлеԇыԍ»/«Вӧрлэдзысь», «Коми колхозник», «Югыд туй» (Светлый путь). Современное название — с января 1991 года.
В 1968 году газета награждена орденом «Знак Почёта». В 2007 и 2008 году получала знак отличия «Золотой фонд прессы».